# Michel Abadie
Michel Abadie (* 10. September 1866 in Ayzac-Ost, Département Hautes-Pyrénées; † 15. Dezember 1922 in Savigny-en-Sancerre, Département Cher) war ein französischer Dichter und Pädagoge.
Abadie war der Sohn eines in Ayzac-Ost im Département Hautes-Pyrénées tätigen Gärtners. Den Besuch des Gymnasiums in Tarbes brach er nach vier Jahren wegen Schicksalsschlägen ab. 1885 wurde er Hilfslehrer in Bourges. Danach war Abadie, der die Berge und das Landleben schätzte, meist im Schuldienst tätig. Daneben widmete er sich dem Verfassen von Gedichten. Als Naturmystiker und Pantheist fand er hierbei flammende und ekstatische Ausdrücke.
Abadie arbeitete bei zahlreichen Zeitschriften und Sammlungen mit, so u. a. bei La Fraternité littéraire (Tarbes 1887), La Plume (1889–1902), Les documents sur le naturisme (1896) und der Revue naturiste (1898–1901). Er leitete auch mehrere Zeitungen wie La Vie libre (1905–1906) und Le Centaure, eine Monatszeitschrift für Kunst und Literatur (Paris 1910). Zuletzt wirkte er als Direktor der Schule in Savigny-en-Sancerre, wo er 1922 im Alter von 56 Jahren unerwartet starb.

## Werke
- Pécats de Youénésso, 1887
- Le Mendieur d’azur, 1888
- Sanglots d’extase, Paris 1891
- Le Pain qu’on pleure, Paris 1895
- Le Dimanche au village, 1896
- Les voix de la montagne, Paris 1897
- Anthologie des instituteurs-poètes, gemeinsam mit Martial Besson, Paris 1897
- L’Angelus des sentes, Paris 1901
- Jours de tendresse, 1903
- L’Hymen de la forêt, 1905
- Hugo, poète social (1907 gehaltener Vortrag in Bourges, dessen Text 1911 veröffentlicht wurde)
- Le Cœur de la forêt, Paris 1910